# مهدی نوری (کشتی فرنگی)

مهدی نوری (متولد اردبیل) کشتی‌گیر فرنگی‌کار ایرانی است که از طرف کادر فنی به اردوی تیم ملی کشتی فرنگی ایران جهت اعزام به مسابقات ریاست جمهوری قزاقستان در وزن۱۲۰ کیلوگرم دعوت گردید.کسب عنوان فنی‌ترین کشتی‌گیر مسابقات قهرمانی کشور در رده جوانان در سال 1385 و کسب مدال برنز در مسابقات جام بین‌المللی وهبی امره ترکیه و مسابقات بین المللی بالادوادزه گرجستان از مهمترین عناوین کسب شده توسط این فرنگی کار است.

## عناوین و مدال‌ها
1. مدال نقره در مسابقات قهرمانی کشور؛ 1384؛ تهران
2. مدال برنز مسابقات جام شهید برادران پورزند؛ 1384؛ ساوه
3. فنی‌ترین کشتی گیر مسابقات قهرمانی کشور در رده جوانان؛ 1385؛ مشهد
4. مدال طلای مسابقات قهرمانی کشور در رده جوانان؛ 1385؛ مشهد
5. مدال نقره مسابقات قهرمانی کشور در رده بزرگسالان؛ 1387؛ ساری
6. مدال برنز مسابقات المپیاد ورزشی کشتی؛ 1387؛ همدان
7. مدال طلای مسابقات قهرمانی کشور در رده بزرگسالان؛ 1391؛ تهران
8. مدال طلای مسابقات قهرمانی کشور در رده بزرگسالان؛ 1393؛ تهران
9. مدال نقره مسابقات کشتی جایزه بزرگ باشگاه‌های کشور؛ 1393؛ همدان
10. مدال طلای مسابقات انتخابی تیم ملی کشتی؛ 1394؛ مشهد
11. مدال نقره مسابقات باشگاه‌های جهان؛ 1395؛ اهواز
12. مدل نقره لیگ باشگاه‌های کشور؛ 1396؛ کاشان
13. مدال نقره جام باشگاه‌های جهان؛ 1396؛ اردبیل
14. مدال طلای مسابقات قهرمانی کشور؛ 1396؛ قم
15. مدال برنز مسابقات جام بین‌المللی وهبی امره؛ 2013؛ ترکیه
16. مدال برنز مسابقات بین المللیجام جهان پهلوان غلامرضا تختی؛ 2016؛ ایران
17. مقام دوم تیمی مسابقات جام باشگاه‌های جهان؛ 2017؛ ایران
18. مدال برنز مسابقات بین‌المللی بالادوادزه؛ 2018؛ گرجستان
19. دارای کارت مربیگری در سال 1395
20. شرکیت در اردوهای تیم ملی المپیک در سال‌های 2012 و 2016